# Скрябин, Александр Николаевич
Алекса́ндр Никола́евич Скря́бин (25 декабря 1871  [6 января 1872], Москва[…] — 14 [27] апреля 1915, Москва) — русский композитор и пианист, представитель романтизма в музыке.
В 1910 году Скрябин создал музыкальную поэму «Прометей» («Поэма огня»), которая стала первым светомузыкальным произведением в мировой истории.

## Биография

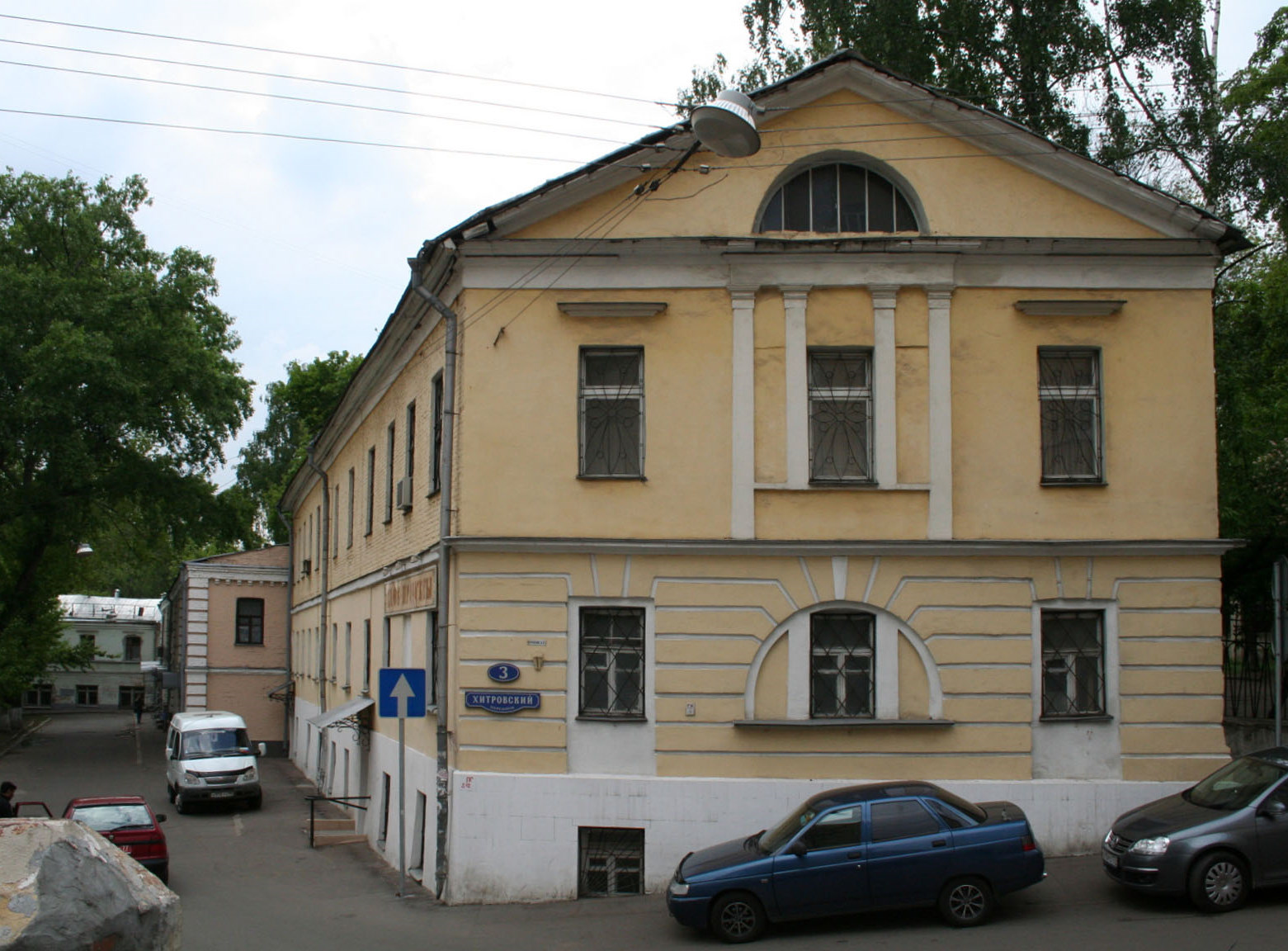
Флигель усадьбы Лопухиных-Волконских-Кирьяковых, в котором родился Александр Скрябин. Угол Хитровской площади и Хитровского переулка

Родился в семье студента Московского университета, ставшего затем видным дипломатом, действительным статским советником, Николая Александровича Скрябина (1849—1915) в доме городской усадьбы Кирьяковых.
Был крещён в храме Трёх Святителей на Кулишках 31 декабря 1871 года. Восприемниками при крещении стали родственники со стороны отца новорождённого: дед Александр Иванович Скрябин и сестра бабушки Мария Ивановна Подчерткова. В Центральном историческом архиве Москвы хранится «метрическая книга, данная из Московской духовной консистории Ивановского Сорока в Трёхсвятительскую, что на Кулишках, церковь», в которую была внесена запись о рождении.
Дворянский род Скрябиных не был древним и богатым. Прадед композитора — Иван Алексеевич Скрябин (1775 года рождения) — происходил «из солдатских детей города Тулы»; за храбрость в бою под Фридландом награждён знаком отличия военного ордена св. Георгия — крестом для нижних чинов (с 1913 года — Георгиевский крест); получив в 1809 году чин подпоручика, через десять лет вместе с сыном Александром вносится в родословную книгу дворян Санкт-Петербургской губернии; дед композитора — Александр Иванович, уже являясь потомственным дворянином, был внесён в 1858 году во вторую часть родословной книги дворян Московской губернии.
Мать композитора Любовь Петровна (урождённая Щетинина) (1848—1873) была талантливой пианисткой, окончившей с отличием Санкт-Петербургскую консерваторию по классу Теодора Лешетицкого.

Везде отмечается, что она успешно начала концертную деятельность, которая, к сожалению, была очень краткой.
Николай Кашкин вспоминал: «Из дальнейших бесед с кадетом я узнал, что его мать, урождённая Щетинина, окончила курс в Петербургской консерватории. Это мне тотчас же напомнило, что Ларош и Чайковский, оба говорили мне о Щетининой, бывшей одновременно с ними в консерватории, как о самой талантливой пианистке класса Лешетицкого, которая, однако, не могла достигнуть блестящей виртуозности, вследствие своей физической слабости и болезненности. Щетинина окончила курс, вероятно в 1867 г., вскоре вышла замуж и умерла вслед за рождением сына […]. Недавно, уже после смерти Скрябина, я услышал от Е. А. Лавровской, что она в консерватории была дружна со Щетининой и что последняя была очень привлекательна по своим личным качествам, независимо от музыкальной талантливости».

Осенью 1870 года Л. П. Скрябина совершила турне, в котором успешно выступала вместе с певицей А. А. Хвостовой. Имя этой певицы теснейшим образом связано с именами П. И. Чайковского и А. Н. Апухтина. В доме Хвостовых они бывали, ещё начиная с 1850-х годов. Мать семейства — Екатерина Александровна Хвостова, женщина редкого ума и образованности была знаменита своей дружбой в молодости с М. Ю. Лермонтовым.
А. А. Хвостова позже училась в Петербургской консерватории вместе с Чайковским и Л. П. Щетининой (окончила в 1866 году). 
Примечательно, что отзывы о Хвостовой как певице, музыканте и человеке оставили В. В. Стасов и А. П. Бородин, и относятся они ко времени её совместных выступлений с Л. П. Щетининой.
Любопытен также и тот факт, что семья Хвостовых жила в одном доме с сестрой М. И. Глинки Л. И. Шестаковой. Известно также, что А. А. Хвостова была теснейшим образом связана с композиторами «Могучей кучки». Она помогала М. А. Балакиреву в концертах Бесплатной музыкальной школы, а также и других видах её деятельности.
Ко времени концертных турне Л. П. Щетининой и А. А. Хвостовой относится сочинение Чайковским своего первого цикла романсов ор. 6, в состав которого входит ставший столь знаменитым романс «Нет, только тот, кто знал…» на стихи Льва Мея из И. В. Гёте. Он был посвящён композитором А. А. Хвостовой. Изданы романсы в марте 1870 года. Тогда же романс «Нет, только тот, кто знал…» впервые спела Е. А. Лавровская, как уже говорилось, также соученица Чайковского и Щетининой. Но А. А. Хвостова попросила композитора выслать ей ноты, и спела его, возможно, в сопровождении Л. П. Щетининой, с которой много выступала именно в 1870 году
Таким образом мать Скрябина, которому было суждено стать великим реформатором и преобразователем отечественной музыки рубежа XIX—XX веков, была теснейшим образом связана с кругом русских музыкантов, предшественников её сына, и в какой-то мере окружавших его в юности, когда формировалась его личность и музыкальные привязанности.

За 5 дней до рождения сына, 20 декабря 1871 года по старому стилю, Любовь Петровна дала концерт в Саратове и сразу же уехала на рождественские праздники в Москву.
«Она чувствовала себя так скверно, что пришлось её почти на руках принести наверх, а через два часа после приезда появился на свет Шуринька», — вспоминала Любовь Александровна Скрябина, сестра Николая Александровича.

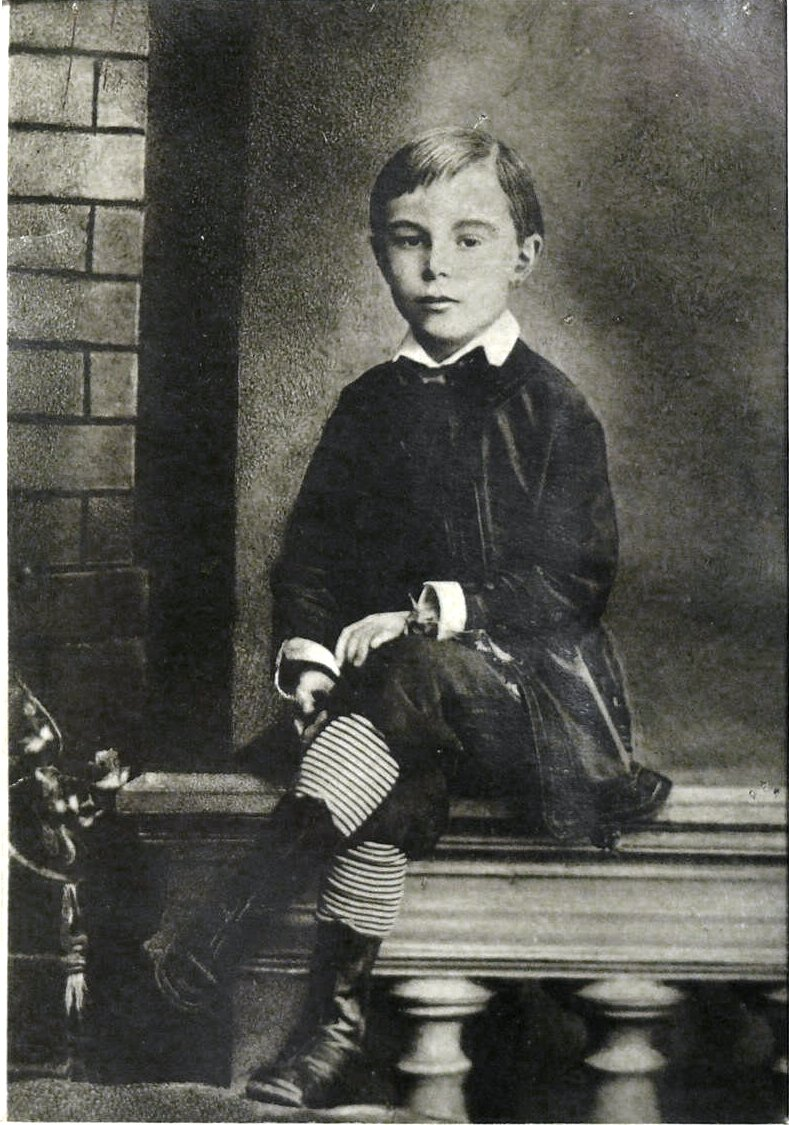
Юный Александр Скрябин (конец 1870-х годов)

Любовь Петровна на 25 году жизни скоропостижно умерла от чахотки через год после рождения сына, находясь на лечении в Тироле. В 1913 году Скрябин, будучи у отца в Лозанне, посетил вместе с ним могилу своей матери. Фотография могилы хранится в его архиве.
По окончании учёбы, весной 1878 года, Николай Александрович определён на службу в Министерство Иностранных Дел и в конце того же года уже назначен в посольство в Константинополь. Маленький Шуринька остался на попечении и воспитании у бабушки, матери отца, Елизаветы Ивановны (урождённой Подчертковой, имевшей поместье в Боровичском уезде Новгородской губернии), её сестры Марии Ивановны Подчертковой, ставшей ему крёстной, деда — подполковника артиллерии Александра Ивановича Скрябина (1811—1879). Воспитанию мальчика посвятила себя и сестра отца, Любовь Александровна, оставившая полные восторженной любви воспоминания о детстве племянника. В воспитании юного композитора принимали также участие его родные дяди (все военные).
После ранней, преждевременной смерти супруги Николай Александрович был женат вторым браком на итальянской подданной Ольге Ильиничне Фернандес. У них родилось пятеро детей: Николай, Владимир, Ксения, Андрей, Кирилл.

По распространённой точке зрения, постоянно находясь за границей и не принимая участия в воспитании сына, отец весьма отдалился от него и не воспринимал ни самого сына, ни тем более его творческие искания. Однако, частично опубликованная переписка отца и сына Скрябиных полностью опровергает все эти мифы: письма наполнены теплотой, любовью и, главное, ощущением взаимного понимания и уважения отца к искусству и таланту сына. А. Н. Скрябин и сам жил в Лозанне, но раньше, в 1907—1908 годах, однако затем навещал отца по месту службы. Их последняя, судя по всему, встреча состоялась в Лозанне осенью 1913 года.

Хотя Скрябин так рано потерял мать, но её музыкально-артистическая судьба некоторым образом отразилась и на процессе становления его музыкального дарования. Так, Л. А. Скрябина писала в своих воспоминаниях, что А. Г. Рубинштейн «был одно время учителем матери А. Н., когда она была в Петербургской консерватории. Он очень её любил и называл своей дочкой. Узнав, что она умерла и что Шуринька её сын, он с большим интересом отнёсся к нему. Рубинштейн был поражён музыкальным талантом Саши и просил меня не заставлять его ни играть, ни сочинять, когда у него не было желания». 
Примечательно также, что все современники отмечали замечательное исполнение Л. П. Скрябиной сочинений Листа и Шопена. Эти же композиторы стали впоследствии музыкальными кумирами Скрябина.

Уже в пять лет Скрябин умел играть на фортепиано, позже проявил интерес к композиции, однако по семейной традиции (род Скрябиных получил известность с начала XIX века и насчитывал большое количество военных) был отдан в 2-й Московский кадетский корпус, который окончил в 1889 году. Решив посвятить себя музыке, Скрябин начал брать частные уроки у Георгия Эдуардовича Конюса, затем у Николая Сергеевича Зверева (фортепиано; одновременно с юным С. В. Рахманиновым) и Сергея Ивановича Танеева (теория музыки).
Обучаясь на последнем курсе кадетского корпуса, Скрябин поступил в Московскую консерваторию в классы фортепиано Василия Ильича Сафонова и композиции Антона Степановича Аренского. Занятия с Аренским не принесли результатов, и в 1891 году Скрябин был отчислен из класса композиции за неуспеваемость, тем не менее, блестяще окончив курс по фортепиано год спустя с малой золотой медалью (Сергей Васильевич Рахманинов, окончивший консерваторию в том же году, получил большую медаль, так как с отличием прошёл также и курс композиции).

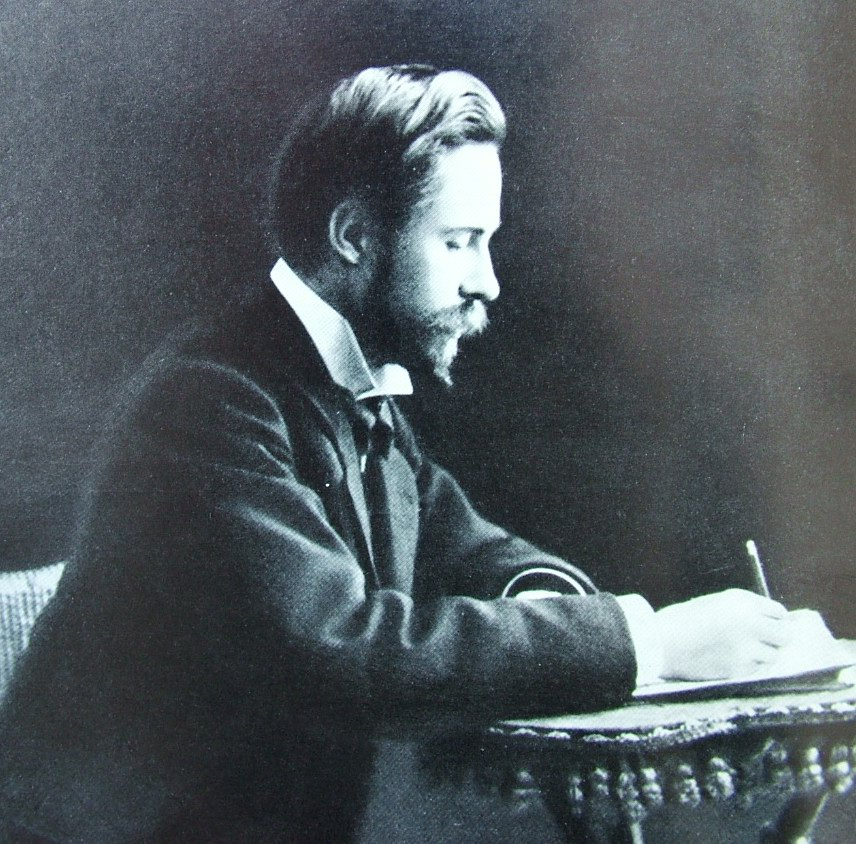
Александр Скрябин, 1905 год

По окончании консерватории Скрябин хотел для себя карьеры концертирующего пианиста, но в 1891 году переиграл правую руку и в течение некоторого времени не мог выступать. В августе 1897 года в Варваринской церкви в Нижнем Новгороде Скрябин обвенчался с молодой талантливой пианисткой Верой Ивановной Исако́вич. Восстановив работоспособность руки, Скрябин с супругой уехал за границу, где зарабатывал на жизнь, исполняя собственные сочинения.
Скрябины вернулись в Россию в 1898 году, в июле этого же года родилась их первая дочь Римма (умрёт в возрасте семи лет). В 1900 году родилась дочь Елена, которая впоследствии станет супругой выдающегося советского пианиста Владимира Владимировича Софроницкого. Позже в семье Александра Николаевича и Веры Ивановны появятся дочь Мария (1901) и сын Лев (1902).
В сентябре 1898 года Скрябин был приглашён на должность профессора Московской консерватории, а в 1901—1902 году преподавал и в женском Екатерининском институте. Однако в 1903 году он оставил преподавательскую деятельность, так как она сильно отвлекала его от собственного творчества.
В 1906—1907 гг. выступал в США с концертами, организованными В. И. Сафоновым, которые произвели большое впечатление на американскую музыкальную общественность.

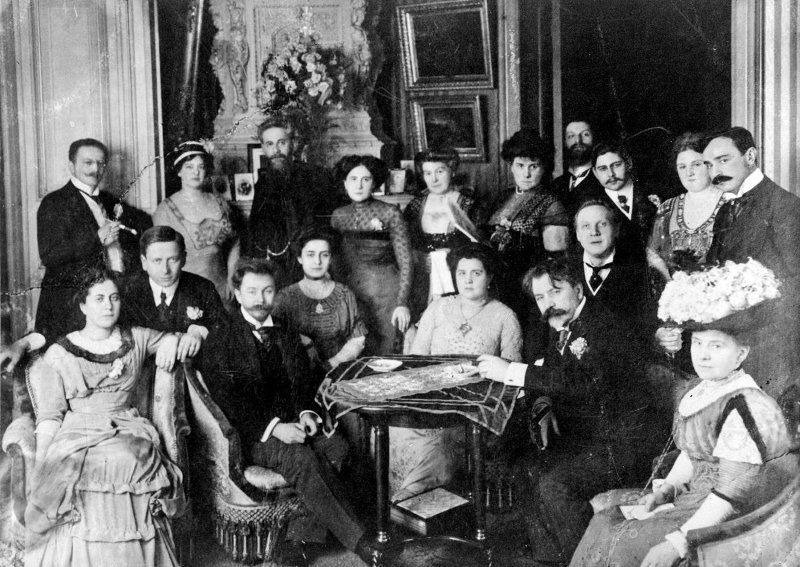
Скрябин (сидит слева за столом) в качестве гостя в доме Владимира Метцля в Берлине, 1910 год

В конце 1902 года Скрябин знакомится со второй женой (официально они расписаны не были) Татьяной Фёдоровной Шлёцер, племянницей Пауля де Шлёцера, профессора Московской консерватории (по классу которого обучалась также официальная супруга композитора).
До 1910 года Скрябин вновь больше времени проводит за рубежом (в основном, во Франции, позднее в Брюсселе, где он проживал по адресу rue de la Réforme, 45), выступая как пианист. Вернувшись в Москву, композитор продолжает концертную деятельность, не переставая сочинять. Лето 1911 года вместе с семьей проводит на даче в имении Образцово-Карпово Серпуховского уезда Московской губернии (сейчас — Большое Образцово городского округа «Ступино» Московской области), где зарождаются его Шестая и Седьмая сонаты для фортепиано. Последний концерт Скрябина состоялся 2/15 апреля 1915 года в Малом зале Петроградской консерватории.
Скрябин скончался от сепсиса, наступившего в результате карбункула на верхней губе. Похоронен 29 апреля при большом стечении народа на Новодевичьем кладбище Москвы. На его похоронах простудился и вскоре скончался его учитель С. И. Танеев.

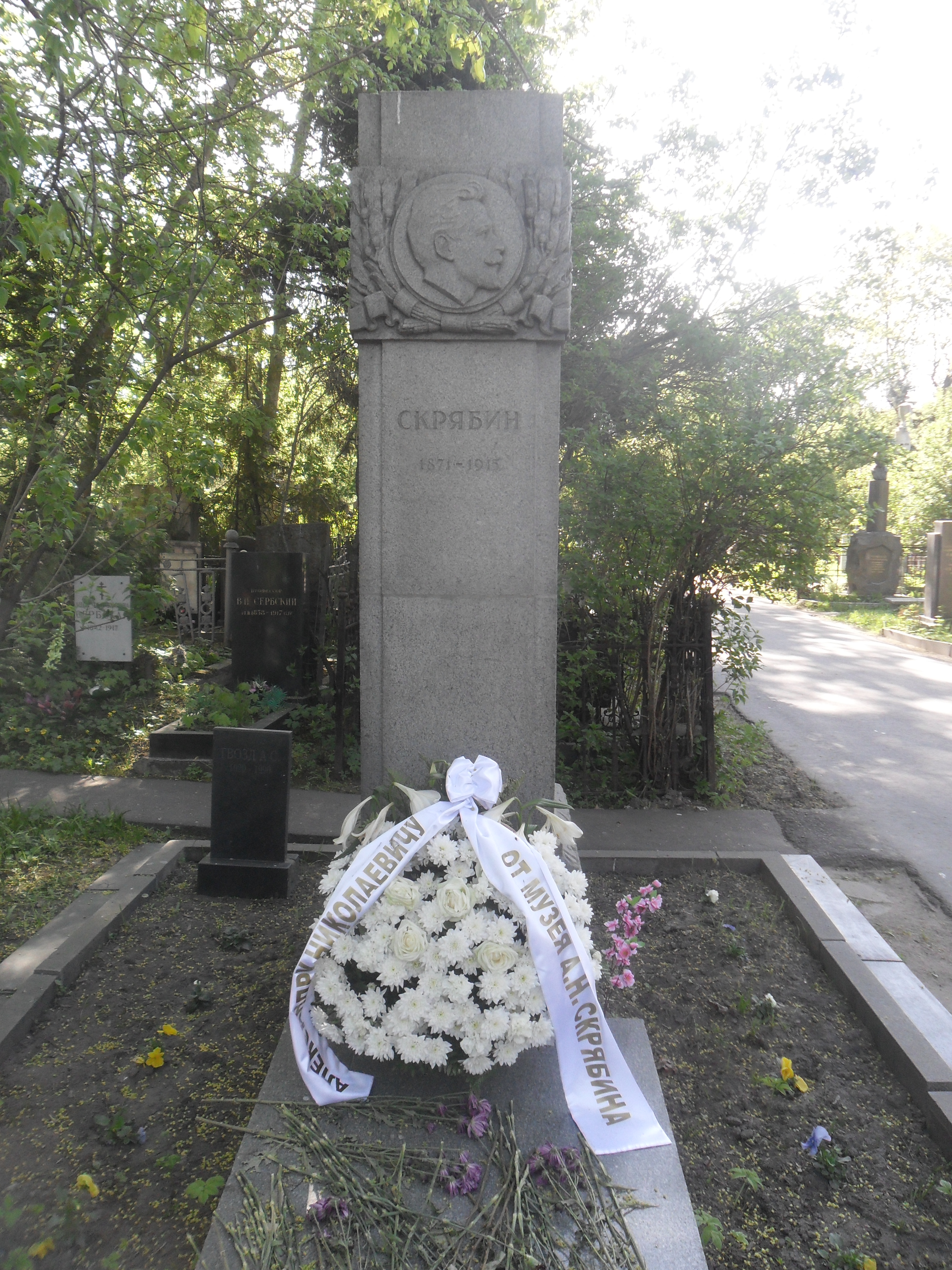
Могила Скрябина на Новодевичьем кладбище Москвы

Последние годы проживал со своей гражданской семьёй в Москве по адресу Большой Николопесковский переулок, 11.
В этом доме 10 октября 1918 года учредили мемориальный музей по инициативе Татьяны Федоровны Шлёцер; с помощью Александра Гольденвейзера и Анатолия Луначарского ей удалось получить охранную грамоту, которая запрещала местным властям делать из его жилища коммунальную квартиру.
В 1922 году музей Скрябина был официально открыт для посетителей и по сей день действует как Мемориальный музей А. Н. Скрябина.
Мария Вениаминовна Юдина вспоминала о возвращении в Москву 9 марта 1942 года спасённого из блокадного Ленинграда Софроницкого:

Ещё оставался в Москве живым творческим организмом мемориальный музей А. Н. Скрябина; он был именно не только мемориальным; в нём в это труднейшее время теплилась живая горячая жизнь, на улице Вахтангова, 11. Кроме того, там происходили ежегодно вечера памяти Болеслава Леопольдовича Яворского. 26-е ноября — памятная для всех, печальнейшая дата кончины этого громадного, своеобразного, всеобъемлющего, гениального деятеля, реформатора (фантастического — и фанатического отчасти, может быть, как и положено реформатору: «Hier stehe ich und kann nicht ander’s!» (Мартин Лютер). Подвизался — словесно на этих вечерах неизменно и покойный профессор психологии и педагогики Иван Иванович Любимов, близкий друг Яворского. И мы все, кто были живы и действенны. Болеслав Леопольдович скончался в Саратове, где находилась эвакуированная Московская консерватория и где он провёл свой последний Баховский семинар, — за письменным столом, внезапно, имея отроду лишь 62 года.
Заслуги деятельной и плодотворной жизни музея Скрябина принадлежат директору музея (ученице Болеслава Леопольдовича) — Татьяне Григорьевне Шаборкиной, её сестре — концертмейстеру Анастасии Григорьевне Шаборкиной, Марии Александровне Скрябиной-Татариновой, Екатерине Александровне Крашенинниковой, Ирине Ивановне Софроницкой, то есть супруге сына Владимира Владимировича впоследствии, Александра Владимировича.
Эти люди были поистине влюблены в своё дело, в свой музей, поклонялись Скрябину, Софроницкому, отчасти Яворскому. Они и хранят его архив. Там много, много играл и любил играть Софроницкий. Это истинные подвижницы, безмерно трудолюбивые и смиренные. Кое в чём мы с ними очень разнимся, но это не столь важно… Как не любить, не ценить людей бескорыстных, убеждённых, знающих, жертвенных??.. Спасибо им!

## Семья
У Александра Николаевича всего было семеро детей: четверо от первого брака (Римма, Елена, Мария и Лев) и трое — от второго (Ариадна, Юлиан и Марина). Из них трое умерли ещё в детском возрасте, далеко не дожив до совершеннолетия. В первом браке (с известной пианисткой Верой Исакович) из четверых детей (трёх дочерей и одного сына) в раннем возрасте умерли двое. Первой (будучи семи лет от роду) умерла старшая дочка Скрябиных — Римма (1898—1905) — это произошло в Швейцарии, в дачном посёлке Везна под Женевой, где жила Вера Скрябина с детьми. Римма умерла 15 июля 1905 в кантональном госпитале от заворота кишок.

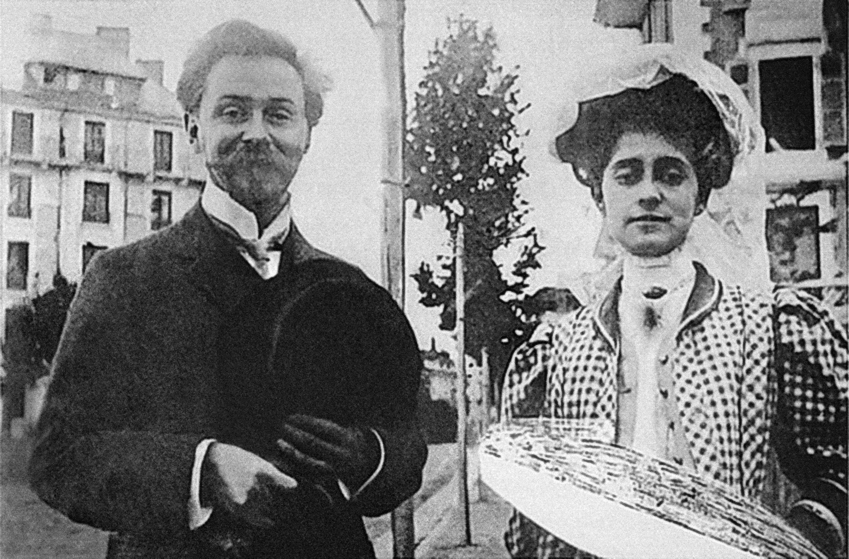
Скрябин с Татьяной Шлёцер, 1909 год

Сам Скрябин к тому времени жил в итальянском городке Больяско — уже с Татьяной Шлёцер, своей будущей второй женой. «Римма была любимицей Скрябина и смерть её глубоко потрясла его. Он приехал на похороны и горько рыдал над её могилой. <…> Это было последнее свидание Александра Николаевича с Верой Ивановной».
Старший сын Скрябина, Лев, был последним ребёнком от первого брака, он родился в Москве 18 (31) августа 1902 года. Так же, как и Римма Скрябина, он умер в семилетнем возрасте (16 марта 1910 года) и был похоронен в Москве на кладбище монастыря Всех скорбящих радости (Скорбященский монастырь) на Новослободской улице (в настоящее время монастырь не существует). Из двоих (долгожданных) сыновей у Александра Николаевича Скрябина к тому времени оставался жив только один, Юлиан.

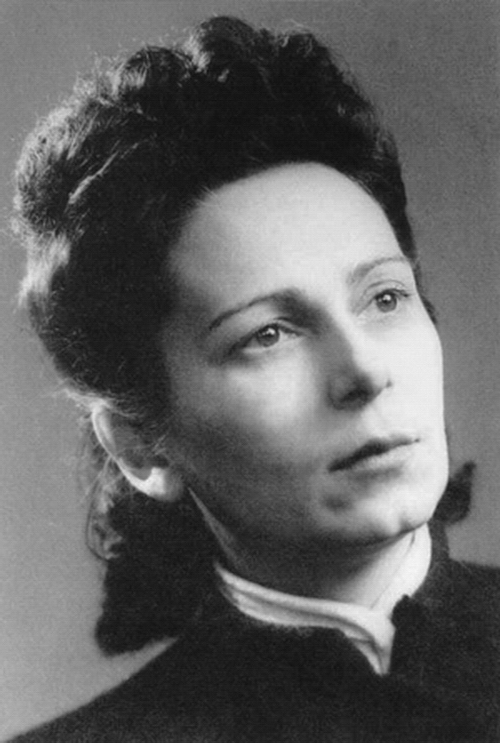
Ариадна Скрябина

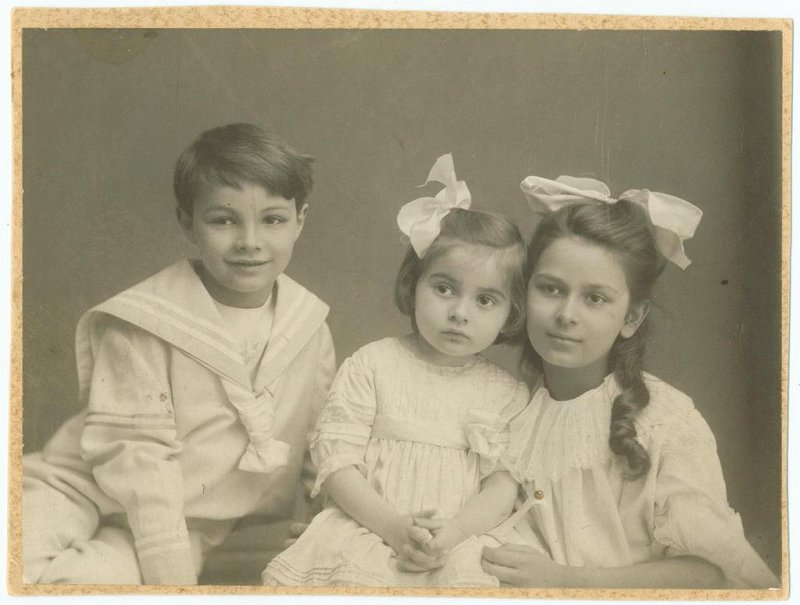
Дети А. Н. Скрябина: Юлиан, Марина, Ариадна

Ариадна Скрябина третьим браком вышла замуж за поэта Довида Кнута, после чего перешла в иудаизм. Вместе с мужем участвовала в движении Сопротивления во Франции, была выслежена на конспиративной квартире вишистской полицией в Тулузе в ходе миссии по переправке беженцев в Швейцарию и 22 июля 1944 года погибла в перестрелке при попытке задержания. В Тулузе ей установлен памятник, а на доме, где погибла А. Скрябина, членами Движения сионистской молодёжи Тулузы установлена мемориальная доска с надписью: «В память Режи́н — Ариадны Фиксман, героически павшей от рук неприятеля 22.07.1944, защищавшей еврейский народ и нашу родину Землю Израиль».
Сын композитора Юлиан Скрябин, погибший в возрасте 11 лет, сам был композитором, произведения которого исполняются по сей день.
Единокровная сестра Александра Николаевича Ксения Николаевна была замужем за Борисом Эдуардовичем Блумом. Надворный советник Б. Э. Блум служил затем в миссии в Бухаре, а в 1914 году числился вице-консулом в Коломбо на острове Цейлон, куда был «прикомандирован для усиления личного состава политического агентства», хотя на остров не выезжал. 19 июня 1914 года в Лозанне у них родился сын Андрей Борисович Блум, который, под монашеским именем Антоний (1914—2003), станет впоследствии знаменитым проповедником и миссионером.
Внучатый племянник композитора, Александр Серафимович Скрябин, в 1992 году создал Фонд А. Н. Скрябина, чтобы рассказывать о творчестве великого предка.

## Творчество
Константин Бальмонт — «Эльф»
Сперва играли лунным светом феи.

Мужской диез и женское — бемоль —

Изображали поцелуи и боль.

Журчали справа малые затеи.

Прорвались слева звуки-чародеи.

Запела Воля вскликом слитных воль.

И светлый Эльф, созвучностей король,

Ваял из звуков тонкие камеи.

Завихрил лики в токе звуковом.

Они светились золотом и сталью,

Сменяли радость крайнею печалью.

И шли толпы. И был певучим гром.

И человеку Бог был двойником.

Так Скрябина я видел за роялью.

1916

Творчество Скрябина стоит на границе между позднеромантической традицией, в русле которой его воспринимали восхищавшиеся им современники, и исканиями музыкального авангарда, впоследствии опознавшего в Скрябине одного из своих провозвестников. По мнению композитора Сергея Невского, «по-настоящему музыка Скрябина была услышана и аналитически оценена европейскими композиторами только в середине 70-х годов XX века», когда они научились «видеть в ней не только и не столько аффект, сколько порядок, парадоксальную логику и математическую соразмерность частей и целого».
В музыке Скрябина отчётливо чувствуется нервность, импульсивность, тревожные поиски, не чуждые мистицизма. С точки зрения композиторской техники музыка Скрябина близка творчеству композиторов Новой венской школы (Шёнберга, Берга и Веберна), однако решена в ином ракурсе — через усложнение гармонических средств в пределах тональности. В то же время форма в его музыке практически всегда ясна и завершена. Композитора привлекали образы, связанные с огнём: в названиях его сочинений нередко упоминается огонь, пламя, свет и т. п. Это связано с его поисками возможностей объединения звука и света.

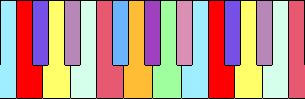
Соответствие цветов и тональностей по Скрябину («Прометей»)

В ранних сочинениях Скрябин — тонкий и чуткий пианист — сознательно следовал Шопену, и даже создавал произведения в тех же жанрах, что и тот: этюды, вальсы, мазурки, сонаты, ноктюрны, экспромты, полонез, концерт для фортепиано с оркестром, хотя уже в тот период его творческого становления проявился собственный почерк композитора. Однако впоследствии Скрябин обращается к жанру поэмы, как фортепианной, так и оркестровой. Крупнейшие его сочинения для оркестра — три симфонии (Первая написана в 1900 году, Вторая — в 1902 году, Третья — в 1904 году), Поэма экстаза (1907), «Прометей» (1910). В партитуру симфонической поэмы «Прометей» Скрябин включил партию световой клавиатуры, таким образом, став первым в истории композитором, использовавшим цветомузыку.
Одним из последних, неосуществлённых замыслов Скрябина была «Мистерия», которая должна была воплотиться в грандиозное действо — симфонию не только звуков, но и красок, запахов, движений, даже звучащей архитектуры. В конце XX века композитор Александр Немтин по наброскам и стихам Скрябина создал законченную музыкальную версию её начальной части — «Предварительное действо», однако, исключив из неё основную часть текста.
Скрябин рассматривал собственное творчество не как цель и результат, а как средство достижения гораздо более крупной Вселенской задачи. Посредством своего главного сочинения, которое должно было носить название «Мистерия», он намеревался завершить нынешний цикл существования мира, соединить Мировой Дух с косной Материей в некоем космическом эротическом акте и таким образом уничтожить нынешнюю Вселенную, расчистив место для сотворения следующего мира. Чисто музыкальное новаторство, которое особенно дерзко и ярко проявилось после швейцарского и итальянского периода жизни Скрябина (1903—1909 годы) — он всегда считал второстепенным, производным и призванным послужить исполнению главной цели. Строго говоря, главнейшие и ярчайшие произведения Скрябина — «Поэма Экстаза» и «Прометей» — есть не что иное, как предисловие («Предварительное Действо») или описание средствами музыкального языка, как именно всё будет происходить во время свершения Мистерии и соединения мирового Духа с Материей[страница не указана 1360 дней].

## Произведения
- Список сочинений Скрябина на IMSLP

Одним из самых известных произведений Скрябина является этюд № 12 (последний в цикле из 12 этюдов, ор. 8, 1894—1895).

### Избранные произведения
- Соната для фортепиано № 1 фа минор (op. 6, 1892)
- 12 этюдов (op. 8, 1894)
- 24 прелюдии (op. 11, 1896)
- Соната для фортепиано № 2 соль-диез минор («Соната-фантазия», op. 19, 1897)
- Концерт для фортепиано с оркестром фа-диез минор (op. 20, 1896)
- Соната для фортепиано № 3 фа-диез минор (op. 23, 1898)
- Симфония № 1 ми мажор (op. 26, 1900)
- Симфония № 2 до минор (op. 29, 1902)
- Соната для фортепиано № 4 фа-диез мажор (op. 30, 1903)
- Симфония № 3 до минор («Божественная поэма», op. 43, 1903)
- Соната для фортепиано № 5 фа-диез мажор (op. 53, 1907)
- Симфония № 4 («Поэма экстаза», op. 54, 1907)
- Симфония № 5 («Прометей (Поэма огня)», op. 60, 1908—1910)
- Соната для фортепиано № 7 («Белая месса», op. 64, 1911—1912)
- Соната для фортепиано № 9 («Чёрная месса», op. 68, 1912—1913)

### Фрагменты произведений
В 1910 г. в Москве композитор сыграл для записывающего устройства несколько своих произведений. Фрагменты выступления доступны к прослушиванию ниже.

## Произведения, написанные по Скрябину
- Балет «Скрябиниана»
- А. Тансман. Вариации на тему Скрябина для классической гитары (1972) / на тему Прелюдии es-moll op.16 No4

## Исполнения музыки Скрябина
Выдающиеся интерпретаторы музыки А. Н. Скрябина — Генрих Нейгауз, Самуил Фейнберг, Владимир Софроницкий, Владимир Горовиц, Святослав Рихтер, Станислав Нейгауз, Маргарита Фёдорова, Игорь Жуков, Владимир Тропп, Валерий Кастельский.

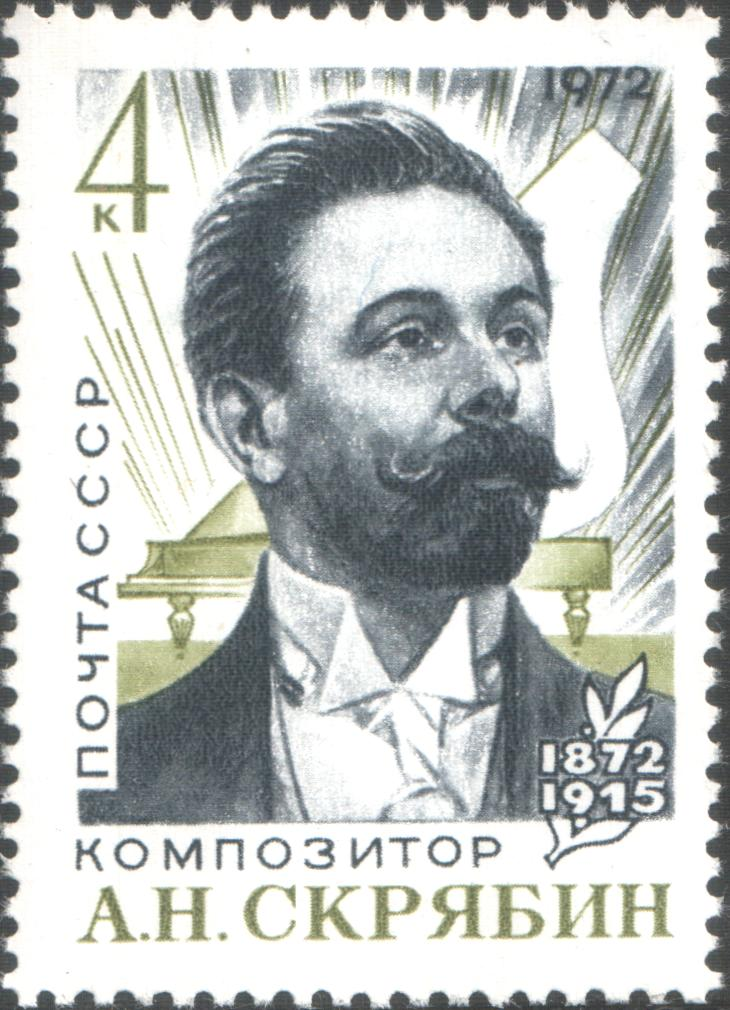
Почтовая марка СССР, 1972 год

Среди дирижёров, записавших комплекты основных сочинений Скрябина (то есть включая все три его симфонии, «Поэму экстаза» и «Прометей»), — Владимир Ашкенази, Николай Голованов, Рикардо Мути, Евгений Светланов, Лейф Сегерстам. Среди других дирижёров, записывавших сочинения Скрябина, — Клаудио Аббадо («Прометей»), Пьер Булез («Поэма экстаза», «Прометей», концерт), Валерий Гергиев («Прометей», «Поэма экстаза»), Сергей Кусевицкий («Поэма экстаза»), Лорин Маазель («Поэма экстаза», «Прометей», концерт), Геннадий Рождественский («Прометей», концерт), Леопольд Стоковский («Поэма экстаза»), Неэме Ярви (симфония № 2, 3, «Поэма экстаза», «Мечты»), Владимир Ступель (сонаты).
При жизни композитор называл лучшими исполнителями своей музыки пианистов: Марка Мейчика и Всеволода Буюкли.
90 прелюдий Скрябина записал Андрей Диев[значимость факта?].

## Факты

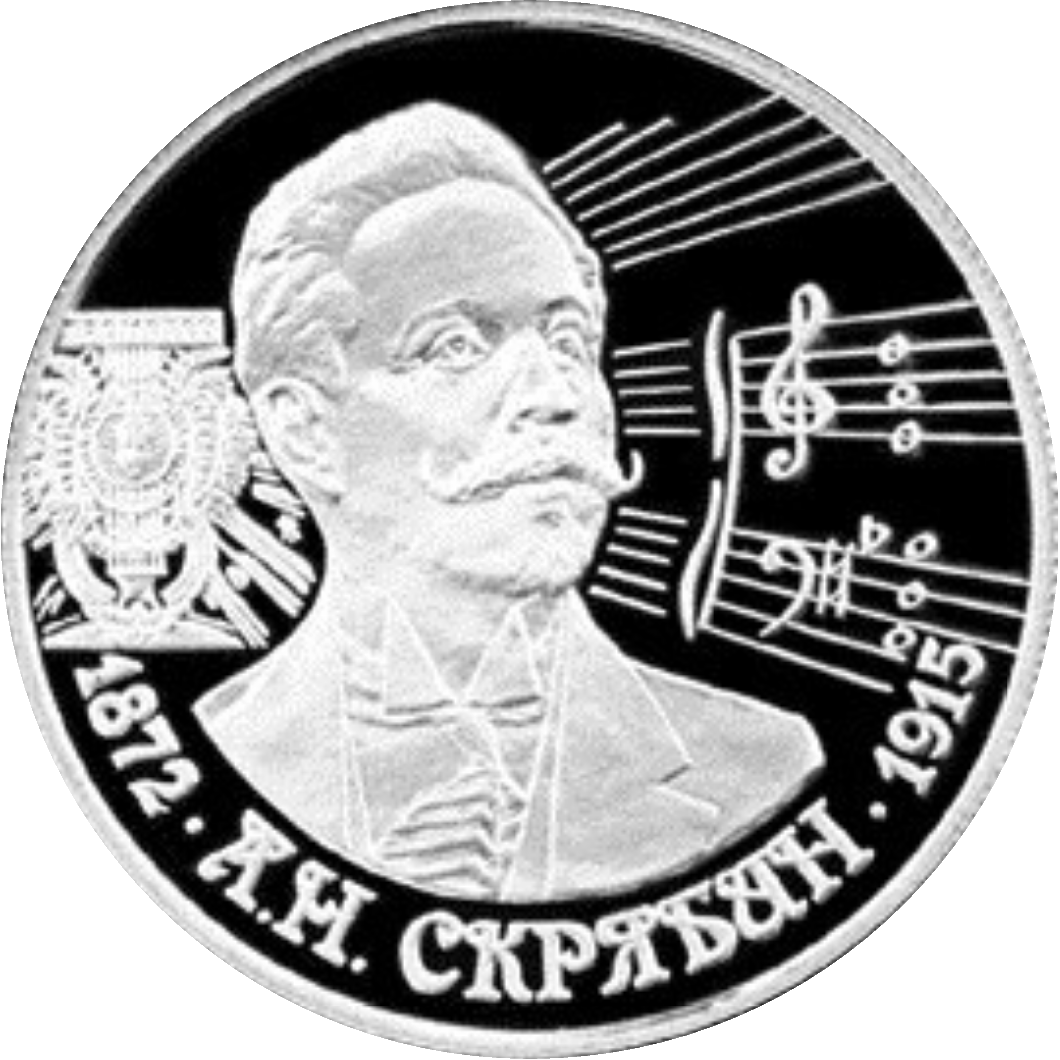
Памятная монета Банка России, посвящённая 125-летию со дня рождения А. Н. Скрябина. 2 рубля, серебро, 1997 год

- Леонид Сабанеев в своих «Воспоминаниях о Скрябине» приводит факт: договор на квартиру, в которой жил Скрябин, был заключён ровно по день смерти композитора. Этот же факт подтверждает и московский учёный-топонимист Юрий Александров: квартира, в которой сейчас находится музей Скрябина, при его жизни не находилась в его собственности — композитор регулярно продлевал арендный договор с домовладельцем на 1 год, причём, расчётной датой всегда был конец года. «… но в 1914 году Александр Николаевич предложил домовладельцу заключить договор не как обычно до 31 декабря 1915 года, а только до мая. На недоуменный вопрос хозяина он ответил, что некий голос свыше подсказывает ему, что именно так надо поступить. И действительно, 14 [27] апреля 1915 года великий музыкант скончался»[33].
- На похоронах Т. Ф. Шлёцер-Скрябиной были Борис Пастернак и Марина Цветаева, что послужило одним из первых их совместных воспоминаний.[источник не указан 2338 дней]
- В 1906 г., проживая в Швейцарии, Скрябин познакомился с Георгием Валентиновичем Плехановым и начал изучать экономическую науку и произведения классиков марксизма. Двоюродный брат композитора Аполлон Александрович Скрябин (1897—1960) увлёкся экономикой настолько, что окончил Московский коммерческий институт, став профессиональным экономистом. Примерно в те же годы в Московском коммерческом институте на экономическом факультете обучалась Антонина Владимировна Скрябина (1894—1977), будущий известный педагог, общественный деятель и писатель[34].
- В фильме Дамьена Шазелла «Вавилон» 2022 года упоминается байка об Александре Скрябине. Один музыкант говорит другому, что Скрябин сломал себе пальцы, чтобы лучше дотягиваться до клавиш и эффективнее играть. Парень в злой шутке предлагает своему коллеге разбить губы, чтобы тот поактивнее играл на саксофоне.
- Из музыковедов эту связь со всей решительностью отметил Л. Сабанеев. Так в книге «Воспоминания о Скрябине» он пишет: «Скрябин был ни чем иным, как символистом в музыке, и те предпосылки, которые стали традиционными по отношению к символистам поэзии и литературы, целиком, и в ещё более категоричной форме, приложимы к нему».
- «Скрябин и русский символизм» — Е. Л. Крыжимовская.

## Память
- Лайнер Boeing 777-300ER (VP-BHA/RA-73150) авиакомпании «Аэрофлот» носит имя «А. Скрябин».
- Название фотоэлектронного оптического синтезатора АНС представляет собой инициалы Александра Николаевича Скрябина[35].
- Бюст Александра Скрябина в Малом зале Московской консерватории[36].